# Беднягін Анатолій Іванович
Анатолій Іванович Беднягін (нар. 1 січня 1914, село Андреєвське, тепер Тотемського району Вологодської області, Російська Федерація — 16 жовтня 1983, місто Київ) — радянський військовий діяч, політпрацівник, член Військових рад — начальник Політуправлінь Одеського та Київського військових округів, генерал-полковник.  Депутат Верховної Ради СРСР 5-го скликання. Депутат Верховної Ради УРСР 6—8-го скликань. Кандидат у члени ЦК КПУ в 1966—1976 роках.

## Біографія
Народився в селянській родині. Закінчивши семирічку, з 1928 року працював електрослюсарем механічних майстерень шахти міста Анжеро-Судженська в Кузбасі. З 1931 по 1934 рік обирався секретарем комітету ВЛКСМ шахти, секретарем районного комітету ВЛКСМ.
Член ВКП(б) з 1931 року.
Призваний до лав Червоної армії у 1934 році. Після закінчення полкової школи обирався секретарем бюро ВЛКСМ полку. З 1937 року перебував на військово-політичній роботі у Червоній армії.
Учасник радянсько-японської війни 1945 року. У 1945 році служив заступником начальника Політичного відділу 35-ї армії 1-го Далекосхідного фронту.
Після війни перебував на військово-політичній роботі.
У 1951 році закінчив вищі курси при Військово-політичній академії імені Леніна.
Був членом Військової ради — начальником Політичного відділу 18-ї гвардійської армії Групи радянських військ у Німеччині.
У 1956 році закінчив Академію Генерального штабу Збройних Сил СРСР.
У квітні 1962 — вересні 1969 року — член Військової ради — начальник Політичного управління Одеського військового округу.
У вересні 1969 — лютому 1975 року — член Військової ради — начальник Політичного управління Київського військового округу.
З 1975 року — консультант Військової академії військ протиповітряної оборони СРСР імені маршала Василевського в місті Києві.

## Звання
- генерал-майор (18.02.1958)
- генерал-лейтенант (13.04.1964)
- генерал-полковник (6.05.1972)

## Нагороди
- орден Жовтневої Революції
- орден Вітчизняної війни 1-го ст. (5.10.1945)
- два ордени Червоного Прапора
- два ордени Червоної Зірки
- медалі